# Carl Breitmeyer
Carl Breitmeyer (Lebensdaten unbekannt) war ein deutscher Fußballspieler.

## Karriere
Breitmeyer gehörte von 1903 bis 1908 dem FC Stuttgarter Kickers als Abwehrspieler an, für den er in den vom Verband Süddeutscher Fußball-Vereine organisierten Meisterschaften im Gau Schwaben in der regional höchsten Spielklasse Punktspiele bestritt. Während seiner Vereinszugehörigkeit gewann er mit der Mannschaft sieben regionale Meisterschaften, darunter die Süddeutsche Meisterschaft in seiner letzten Saison für den Verein. Mit diesem Erfolg war er als Teilnehmer an der Endrunde um die Deutsche Meisterschaft qualifiziert. Mit der Mannschaft erreichte er das am 7. Juni 1908 in Berlin angesetzte Finale gegen den BTuFC Viktoria 89, nachdem er alle drei Endrundenspiele und das mit 5:2 gewonnene Wiederholungsspiel gegen den Freiburger FC – die Begegnung zuvor wurde annulliert – bestritten hatte. Das Finale auf dem Germania-Platz vor 4.000 Zuschauern wurde mit 1:3 verloren.

## Erfolge
- Finalist Deutsche Meisterschaft 1908
- Süddeutscher Meister 1908
- Südkreismeister 1908
- Schwäbischer Meister 1904, 1905, 1906, 1907, 1908